# Stenoterommata maculata
Espèce
Synonymes
- Cyrtauchenius maculatus Bertkau, 1880

Stenoterommata maculata est une espèce d'araignées mygalomorphes de la famille des Pycnothelidae.

## Distribution
Cette espèce est endémique du Brésil.

## Systématique et taxinomie
Cette espèce a été décrite sous le protonyme Cyrtauchenius maculatus par Bertkau en 1880. Elle est placée dans le genre Stenoterommata par Mello-Leitão en 1947.

## Publication originale
- Bertkau, 1880 : Verzeichniss der von Prof. Ed. van Beneden auf seiner im Auftrage der Belgischen Regierung unternommenen wissenschaftlichen Reise nach Brasilien und La Plata I. J. 1872-75 gesammelten Arachniden. Mémoires couronnés et mémoires des savants étrangers publiés par l'Académie royale des sciences, des lettres et des beaux-arts de Belgique, vol. 43, p. 1-120 (texte intégral).